# Brian Kernighan

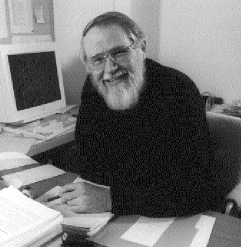
Brian Kernighan el 2013

 Brian Wilson Kernighan  (pronunciat IPA /ˈkɜːrnɪhæn/, la g no sona) (Toronto, Canadà, gener de 1942) és un científic de la computació.
És conegut per ser co-autor del llibre  El llenguatge de programació C . Va treballar a Bell-Labs juntament amb Ken Thompson i Dennis Ritchie, on va ajudar en el desenvolupament del sistema operatiu Unix, programant utilitats com ditroff. Kernighan va rebre la seva llicenciatura en física i enginyeria a la Universitat de Toronto. Es va doctorar en enginyeria elèctrica per la Universitat de Princeton, on des de 2000 és professor de ciències de la computació (i el 2006 continua treballant en el mateix lloc).
Encara que ha dit que prefereix el llenguatge C a qualsevol altre (va dir que si hagués de portar un llenguatge de programació a una illa deserta, hauria de ser C) Kernighan ha negat tenir cap contribució en el seu disseny, i n'acredita l'autoria total a Dennis Ritchie ("és completament obra de Dennis Ritchie"). No obstant això, va contribuir a la creació d'altres llenguatges com AWK i AMPL. La "K" de les lletres "K & R" amb les que es coneix el seu llibre més famós sobre el llenguatge "C", i la "K" del nom del llenguatge AWK, deriven de "Kernighan".
Kernighan va ser també editor en temes de programari per Prentice-Hall International. La seva sèrie Software Tools va estendre l'essència del 'pensament C/Unix', com a millora sobre els més establerts en el moment BASIC, FORTRAN, i Pascal.

## Resum d'èxits
- El llenguatge de programació AWK, juntament amb Alfred Aho i Peter Weinberger, i el seu llibre  The AWK Programming Language .
- El llenguatge de programació AMPL.
- El llibre  The Practice of Programming .
- Programari Tools , un llibre i un conjunt d'eines per C i Pascal, juntament amb P. J. Plauger.
- The Unix Programming Environment , un tutorial juntament amb Rob Pike.
- The C Programming Language , juntament amb Dennis Ritchie (creador de C), que va ser la primera guia del llenguatge C.
- El llenguatge de processament de textos per per troff.
- El llenguatge de processament de textos eqn per troff.
- The Principles of Programming , també amb Rob Pike.
- Why Pascal is Not My Favorite Programming Language , una crítica popular del llenguatge Pascal dissenyat per Niklaus Wirth. Algunes parts de la crítica són ara falses causa de l'estàndard ISO 7185 (Programming Languages - Pascal), però l'article va ser escrit abans de l'aparició d'aquest estàndard. (AT & T Computing Science Technical Report # 100).
- Ditroff

## Textos
- Software Tools  (1976 amb PJ Plauger)
- The C Programming Language  ("K & R") (1978 amb Dennis Ritchie)
- The Elements of Programming Style  (1982 amb PJ Plauger)
- The Unix Programming Environment  (1984 amb Rob Pike)
- The AWK Programming Language  (1988 amb Al Aho i Peter J. Weinberger)
- The Practice of Programming  (1999 amb Rob Pike)
- AMPL: A Modeling Language for Mathematical Programming, 2nd Ed (2003 amb Robert Fouren i David Gay)